# Оразбаев, Базарбай Мамбетулы
Базарбай Мамбетулы Оразбаев (каз. Базарбай Мәмбетұлы Оразбаев; 21 ноября 1912, Тюлькубасский район, Южно-Казахстанская область Казахская ССР, СССР — 31 июля; 1981, Алма-Ата) — советский и казахский математик, алгебраист. доктор физико-математических наук (1962), профессор (1965), член-корреспондент АН Казахской ССР (1967).
Заслуженный деятель науки Казахской ССР, заслуженный работник высшей школы СССР.

## Биография
Родился 21 ноября 1912 года в селе Караунгир Тюлькубасского района Южно-Казахстанской области. Происходит из рода сикым племени дулат.
В 1935 году окончил физико-математический факультет Ленинградского государственного университета имени А. А. Жданова. Ученик Николая Чеботарёва.
С 1935 по 1981 год — преподаватель, доцент (с 1945), профессор (с 1945), заведующий кафедрой алгебры и теории чисел Казахского государственного педагогического университета. Научный сотрудник в секторе математики и механики казахского отделения Академии Наук СССР.
Основные научные труды посвящаются проблемам алгебры и теории чисел. Автор 105 научных трудов, таких учебных пособий, как П. Л. Чебышев (1950), великий русский математик Н.И. Лобачевский (1948, 1967), теория Определителей (1961, 1966), теория чисел (1970).

### Награды и звания
- Орден Трудового Красного Знамени (дважды);
- Орден «Знак Почёта»;
- Заслуженный деятель науки Казахской ССР;
- Заслуженный работник высшей школы СССР;
- Нагрудный знак «Отличник народного просвещения Казахской ССР»;
- Нагрудный знак «Отличник народного просвещения СССР»;